# Distretto di Yaring
Il distretto di Yaring (in thailandese: ยะหริ่ง) è un distretto (amphoe) della Thailandia, situato nella provincia di Pattani.